# Plasser & Theurer
Plasser & Theurer, Export von Bahnbaumaschinen, GmbH är ett familjeägt österrikiskt verkstadsföretag, som tillverkar spårbyggnadsmaskiner och andra arbetsfordon för järnvägsarbeten.
Företaget har säte i Wien och fabriker i Linz och Purkersdorf i Österrike. Företaget har omkring 6 000 anställda.
Företaget grundades 1953 av Josef Theurer. Detta år utvecklade Plasser und Theurer, som då hade nio anställda, den första hydrauliska banvallspackningsmaskinen i världen. Företaget har sedan dess utvecklat olika maskiner för att mekanisera byggnation och underhåll av järnvägar.